# Мальцево (Гагаринский район)
Ма́льцево— деревня в Смоленской области России, в Гагаринском районе. Расположена в северо-восточной части области в 10 км к юго-востоку от Гагарина, у автомагистрали М1 «Беларусь» на берегу реки Алешни.
Население — 173 жителя (2007). Административный центр Мальцевского сельского поселения.
Исторически деревня складывалась со стороны трассы Москва — Минск. Северная часть деревни (та, что ближе к д. Колесники) — застраивалась уже в 1990-е годы. Напротив деревни через трассу Москва — Минск находится полузаросшее поле — бывший деревенский стадион. В 1970-е годы там были футбольные ворота с сеткой, волейбольные площадки и беговые дорожки.
Раньше[когда?] в деревне был достаточно крупный колхоз, регулярно сеяли зерновые, лён. До сих пор остались крупные сооружения по первичному хранению и перевалке зерна. Сейчас все заброшено, основное население — дачники. Коренных жителей остались единицы.

## Достопримечательности
Недалеко от деревни родник, название которого связано с именем Александра Невского.
Западнее деревни на горке (слева от шоссе Москва — Минск, если ехать из Москвы) находятся остатки фундамента старой церкви. Это так называемая «Поповщина». Остатки церкви разобрали после войны для восстановления народного хозяйства.

## Фотографии

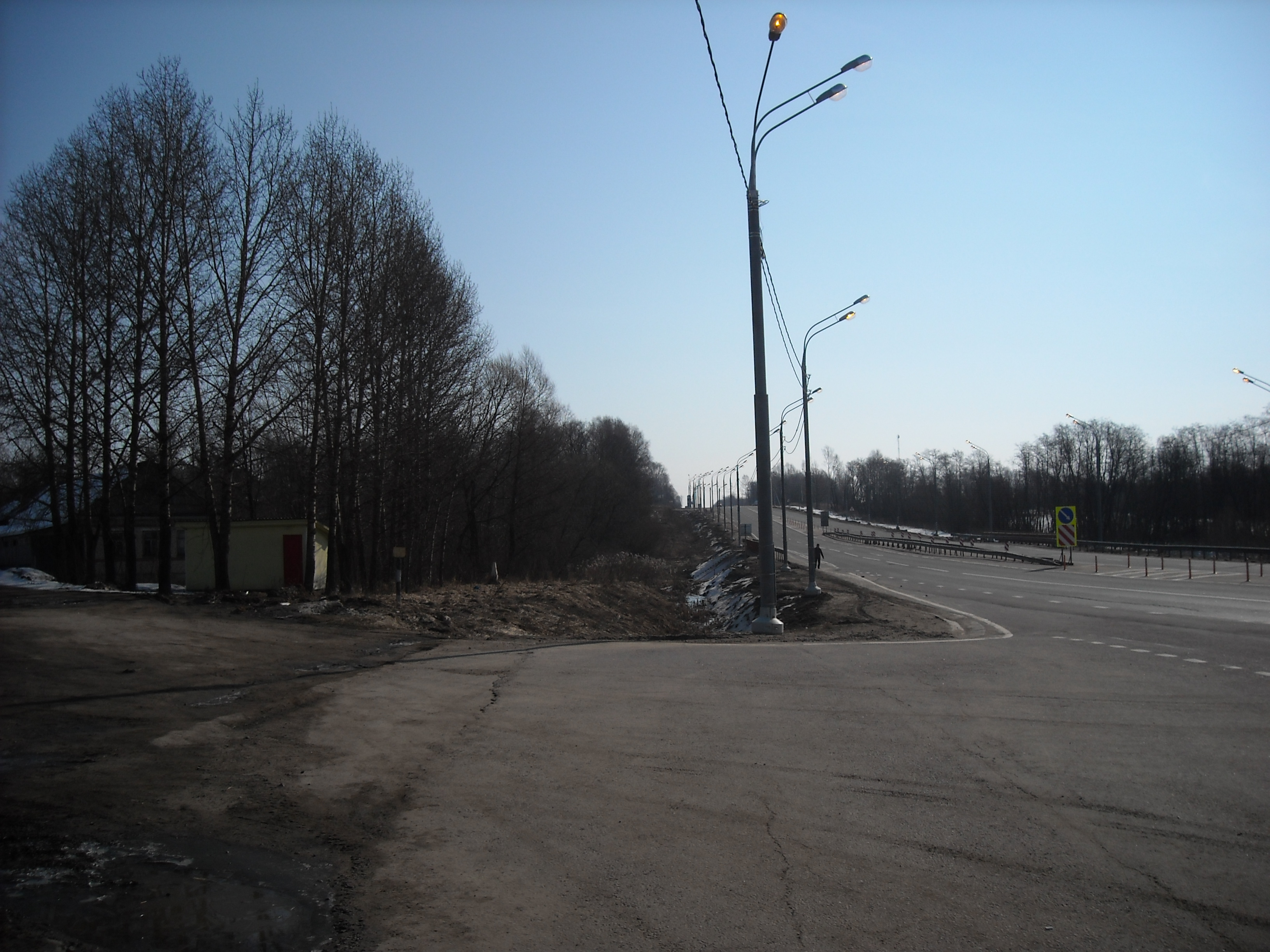
Автомагистраль М1 в деревне.